# Grote Anjoej
De Grote Anjoej (Russisch: Большой Анюй; Bolsjoj Anjoej) is een 693 kilometer lange rivier in Aziatisch Rusland, meer bepaald in het noordwesten van de autonome okroeg Tsjoekotka en nabij de monding een klein stukje in het uiterste noordoosten van de autonome deelrepubliek Jakoetië. Het is een van de bronrivieren van de Kolyma, maar stroomt pas vlak voor de monding daarin samen met de Kleine Anjoej om het resterende deel verder te stromen als de Anjoej.

## Loop
De rivier ontspringt op een hoogte van 560 meter op het Anadyrplateau uit de 20 à 30 kilometer lange bronrivieren Rechter Iljoekejvejem (Pravy Iljoekejvejem) en Linker Iljoekejvejem (Levy Iljoekejvejem). De rivier stroomt eerst in westelijke en vervolgens in noordwestelijke richting door het middengebergtelandschap in het westen van Tsjoekotka, om vervolgens, na nog een stuk langs de zuidwestrand van het plateau te hebben gestroomd, samen te stromen met de noordelijker stromende Kleine Anjoej aan de oostrand van het moerassige Laagland van Kolyma tot de Anjoej, die na slechts 8 kilometer zelf uitmondt in de benedenloop van de Kolyma. Ongeveer 15 kilometer stroomopwaarts (zuidelijk) van de samenvloeiing zijn de Grote en Kleine Anjoej verbonden door een nauwe rivierarm. De belangrijkste zijrivieren van de Kleine Anjoej zijn de Angarka en Kamesjkova aan rechterzijde en de Aloetsjin, Pesjenka en Jarovaja aan linkerzijde.

## Hydrografie en dierenleven
Het stroomgebied van de Kleine Anjoej omvat ongeveer 57.200 km². De rivier is aan de monding ruim 400 meter breed en twee meter diep en heeft er een stroomsnelheid van 0,5 m/s. Het debiet bedraagt bij het meetpunt Konstantinovo, op 67 kilometer van de monding, gemiddeld 267 m³/sec met een gemiddeld minimum van 2,3 m³/s in maart en een gemiddeld maximum van 1273 m³/s in juni. In de bovenloop bedraagt de breedte 80 tot 100 meter en de gemiddelde diepte bedraagt hier 1,5 meter.
De rivier is gemiddeld gedurende 9 maanden per jaar bevroren, van begin oktober tot begin juni. Het hoogwater (dooi) vindt plaats tussen eind mei en juni.

## Menselijke activiteiten
De Kleine Anjoej is bevaarbaar in de benedenloop, maar er bevinden zich alleen een paar gehuchten (zoals Dve viski) langs de rivier, waardoor de rivier niet of nauwelijks wordt gebruikt door de binnenvaart.
In 1650 vonden Michail Stadoechin en Semjon Motora een overtoom van de Grote Anjoej naar de bovenloop van de Anadyr (waarschijnlijk naar haar zijrivier Jablon), wat daarop de belangrijkste kozakkenroute werd van de Kolyma naar de Grote Oceaan.